# Claudia Pechstein
Claudia Pechstein (Oost-Berlijn, 22 februari 1972) is een Duits langebaanschaatsster, de succesvolste Duitse schaatsster op de Olympische Winterspelen ooit en na de Olympische Winterspelen 2022 de tweede sporter in de geschiedenis die voor de achtste keer aan de Olympische Winterspelen heeft meegedaan. Tevens was de toen 49-jarige de oudste vrouwelijke deelnemer aan Olympische Winterspelen ooit. Pechstein is gespecialiseerd in de lange afstanden (3000 en 5000 meter).
Pechstein is geboren in Oost-Berlijn in de toenmalige DDR. Gedurende zestien jaar was ze de pupil van Joachim Franke, de coach met wie zij al haar Olympische succes boekte. Na het seizoen 2006/2007 kwam aan deze samenwerking een einde en ging ze bij Peter Mueller trainen die de nationale selectie van Noorse schaatsers trainde. Bij wedstrijden wordt ze bijgestaan door een Duitse coach op de ijsbaan.
Pechstein is werkzaam als sergeant bij de Duitse federale politie, de Bundespolizei.

## Kampioenschappen

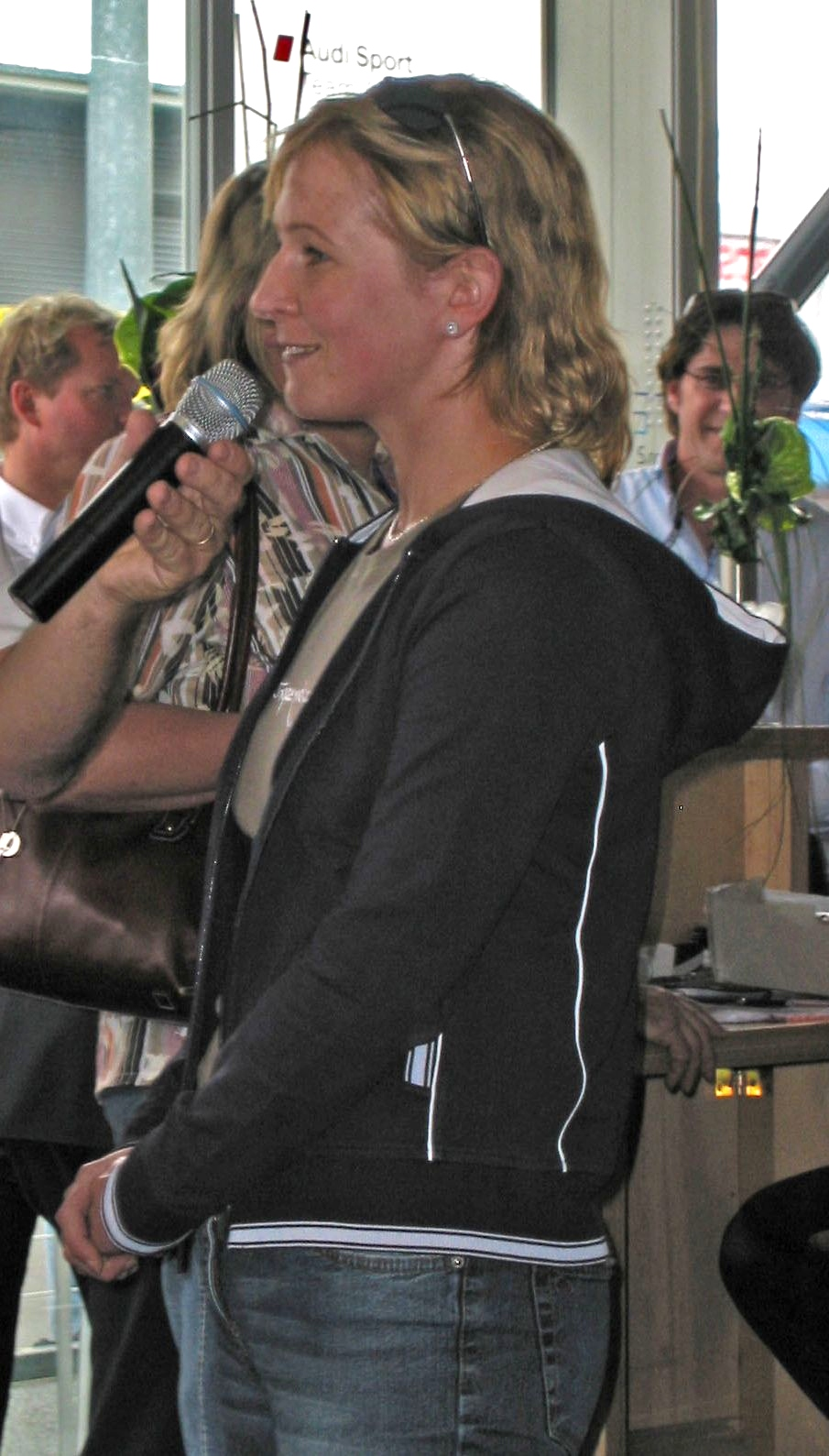
Claudia Pechstein in 2004

Aanvankelijk was Pechstein vanaf 1976 kunstrijdster, maar vanwege haar afkeer van de ballettraining stapte ze in 1982 over op de langebaan, bij club Eisbären Juniors Berlin. Het eerste succes van Pechstein was in 1986 toen ze in de JWdF-wedstrijd in Sanjon als 14-jarige de 3000 meter won in 4.52,00. Destijds werd ze getraind door oud-wereldkampioene Ruth Schleiermacher.

### WK Junioren
Haar eerste internationale succes was een tweede plaats bij het wereldkampioenschap voor junioren van 1988 in Seoul. In de twee daarop volgende jaren, 1989 en 1990 werd ze vierde op dit kampioenschap.

### Olympische Spelen
Pechstein won op vijf achtereenvolgende Olympische Spelen (1992-2006) een medaille op de 5000 meter (respectievelijk brons, 3× goud en zilver). Ze is daarmee de tweede sporter op de winterspelen die vijf medailles wist te behalen op een discipline, haar landgenoot Georg Hackl was haar bij het rodelen hierin voorgegaan. Op de spelen van Turijn in 2006 won zij ook haar vijfde gouden medaille, op de ploegenachtervolging, eerder won ze er één op de 3000m (2002) en drie op de 5000m (1994, 1998 en 2002). In 2010 nam ze door omstandigheden niet deel; in 2014 greep ze op de 3000 meter net naast een podiumplaats. In 2022 nam ze voor de achtste keer deel aan de winterspelen waar ze uitkomt op het onderdeel massastart samen met landgenote Michelle Uhrig. Bij de openingsceremonie op 4 februari droeg ze namens Duitsland de vlag. Uiteindelijk werd ze als reserve ook ingeschoven op de 3000 meter, ze eindigde op deze afstand als laatste. Op de massastart eindigde ze in de finale als negende.

### WK Allround
Pechstein nam in de periode van 1992 tot en met 2022 een recordaantal van 25 keer deel aan de WK Allroundtoernooien. Van 1996 tot en met 2006 stond ze elf opeenvolgende jaren op het erepodium bij WK Allround (1-8-2) en daarmee is zij de enige vrouw die dit heeft bereikt, Gunda Niemann (10x) en Stien Kaiser (8x) kwamen het dichtst bij deze prestatie. Na vier keer tweede te zijn geworden achter Niemann pakte Pechstein in 2000 op de Amerikaanse ijsbaan van Milwaukee haar enige titel, ten koste van Niemann. Ze veroverde 28 afstandmedailles op het WK Allround (5-18-5), 6 op de 1500m, 11 op zowel de 3000m als 5000m.
Voor het WK Allround 2008 in haar geboortestad Berlijn vroeg ze haar voormalige coach Franke om de rol van coach nog één keer op zich te nemen, ze hoopte met hem haar gewenste succes om de wereldtitel in eigen stad te veroveren te volbrengen. Het resultaat, de zevende plaats, was een grote teleurstelling voor haar. Haar zeventiende WK Allround kon ze niet voltooien, wegens een blessure kwam ze op de tweede dag niet aan de start.

### EK Allround

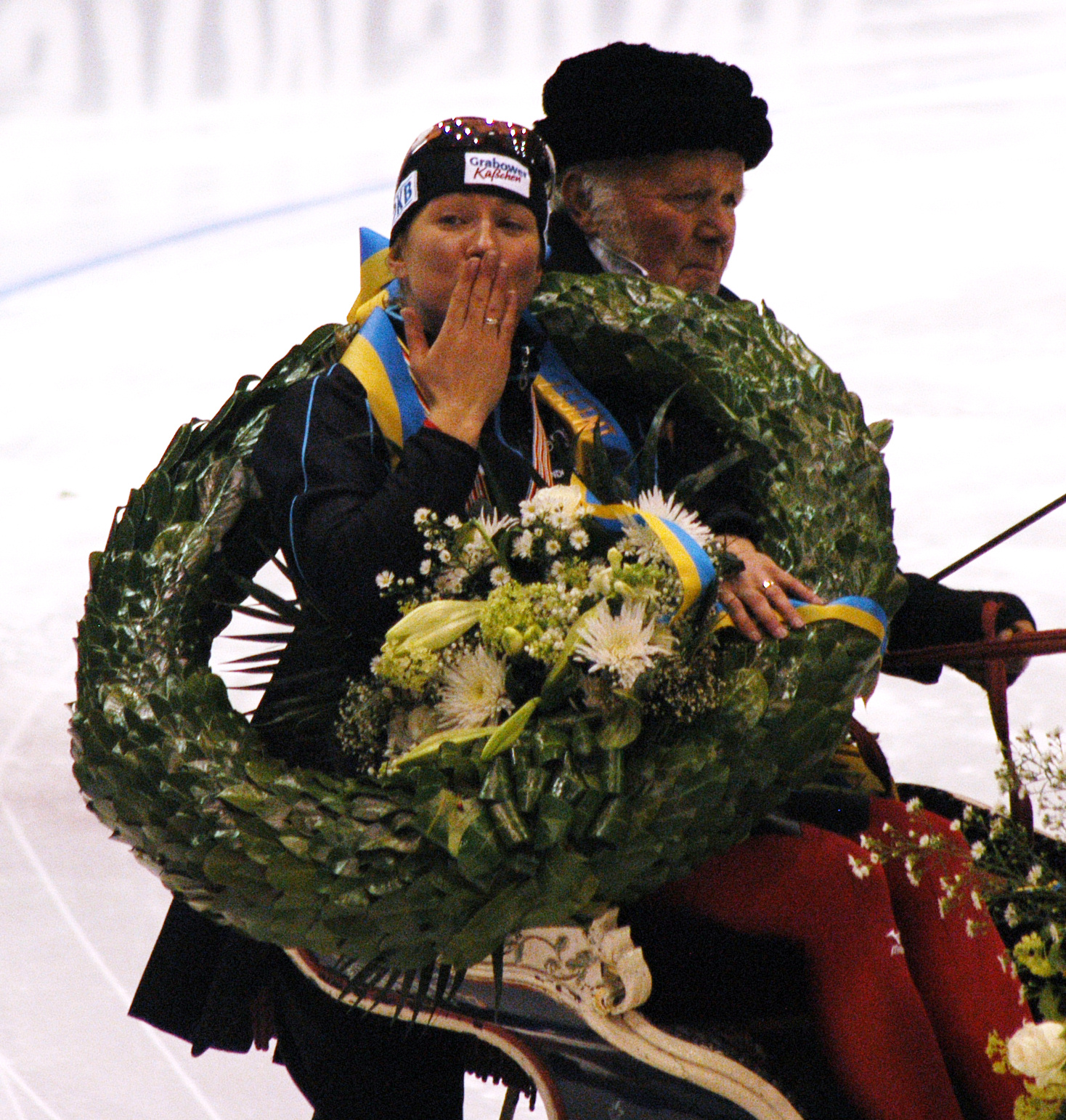
Pechsteins derde Europese titel in 2009

Aan het EK Allround nam ze van 1992 tot en met 2017 21 keer deel. De EK van 1998, 2006 en 2009 sloot ze af als Europees kampioene. Ze werd zes keer tweede (1999, 2001, 2002, 2003, 2004, 2012) en twee keer derde (1996, 2005).
Op 11 januari 2009 werd ze, 36 jaar en 324 dagen oud, de oudste winnares van een Europees kampioenschap. Ze won de drie kilometer in 4.04,41 en werd op de overige drie afstanden tweede.

### WK Afstanden

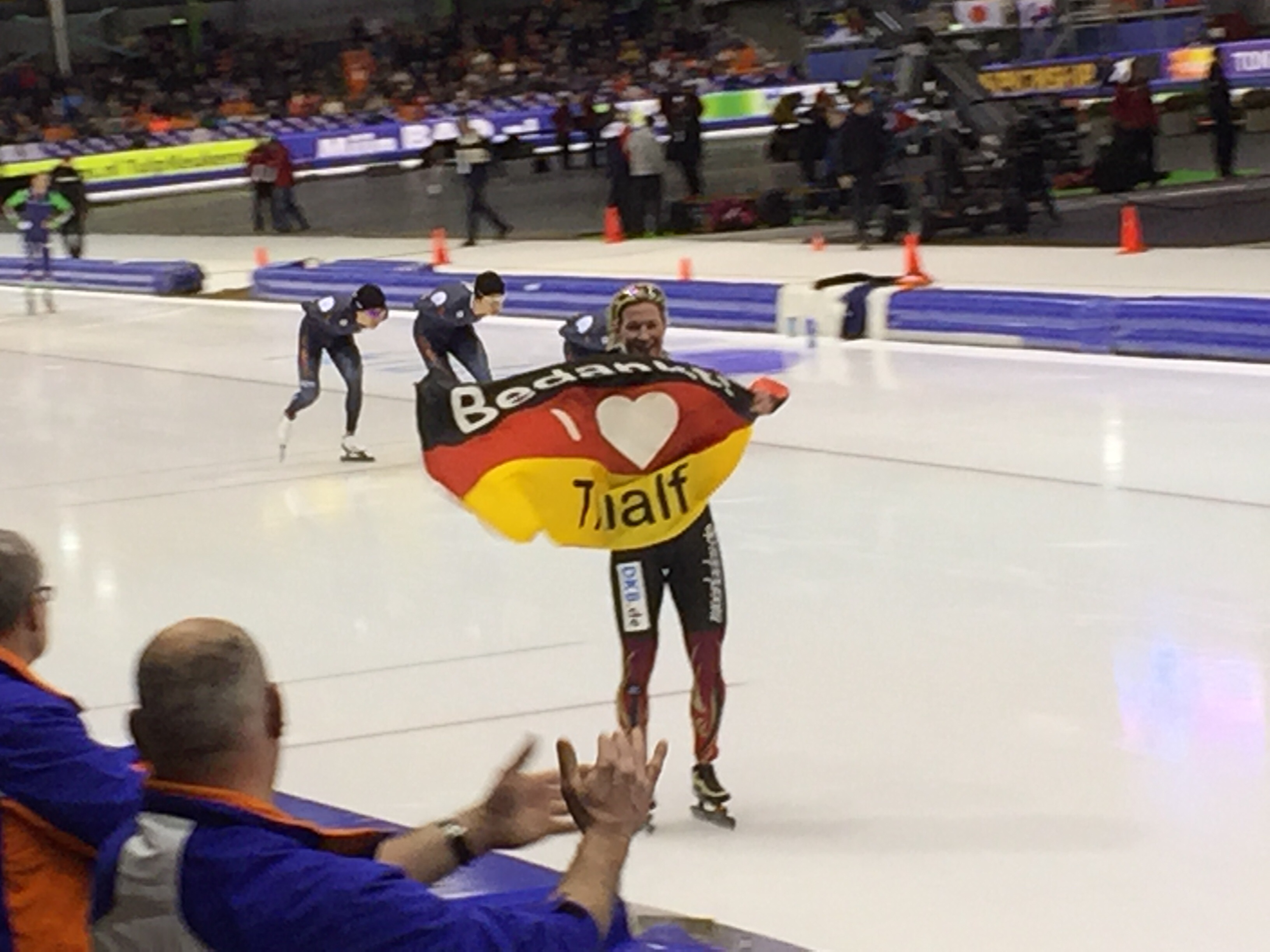
Pechstein met tekst op vlag: "Bedankt! I Love Thialf" op 13 februari 2015 tijdens het WK afstanden

Sinds de invoering van dit toernooi nam ze, op 2009 na, elke editie deel op de 3000 en 5000 meter. Op de 1500 meter nam ze vijf keer deel. Ze won hier individueel 27 medailles (5-13-9), op de 1500 meter drie (1-1-1), op de 3000 meter acht (2-5-2) en op de 5000 meter vijftien (2-7-6). Haar laatste medaille was zilver op de 5000 meter in 2017 op de Gangneung Science Oval. In 2007 en 2008 won ze met de ploegenachtervolging beide keren de bronzen medaille. Op 16 maart 2003 won ze na de Olympische Spelen van 2002 goud op de 5000 meter in haar eigen geboorteplaats.

### Wereldbeker
In de wereldbekercyclus won ze 21 wedstrijden (5× de 1500, 12× de 3000 en 4× de 5000 meter). In de seizoenen 2002/03, 2003/04 en 2004/05 werd ze eerste in het eindklassement van de 3000/5000 meter. Op dezelfde afstanden werd ze acht keer tweede en één keer derde in het klassement, de laatste keer in 2015 (tweede). Op de 1500 meter werd ze vijf keer tweede en één keer derde in het klassement.
Op 22 november 2008 won ze in Moskou tijdens de derde wereldbekerwedstrijd de 5000 meter. Met haar 36 jaar en 274 dagen werd ze de oudste winnares van een wereldbekerwedstrijd. Vier jaar later, op 25 november 2012, won ze in Kolomna tijdens de tweede wereldbekerwedstrijd de 3000 meter met haar 40 jaar en 277 dagen. Ook haar eigen baanrecord in Seoul op de 5000 meter verbeterde ze; op 21 november 2014 reed ze naar 7.07,77. Drie jaar later, op 19 november 2017, won ze in Stavanger de enige 5000 meter in WB-verband in een baanrecord: 6.56,60, haar 7e overwinning op deze afstand. Het was haar 111e wereldbekermedaille. Hiermee scherpte ze haar eigen record verder aan en staan er in de lijst met vijftig oudste World Cup-overwinningen veertien zeges op naam van Pechstein waaronder de volledige top elf.

### DK Allround en Afstanden
Ze werd dertien keer nationaal kampioene. Zeven keer werd ze Duits allround kampioene (1996, 2000, 2002, 2004, 2006, 2009 en 2013) en vijf keer eindigde ze als tweede. Ze werd zeven keer afstandkampioene (2× op de 1500 en 5× op de 3000 meter) en won twee keer zilver op de 1000 meter, één keer zilver op de 3000 meter en twee keer brons op de 1500 meter. In het laatste weekend van juli 2012 leidden na de eerste dag van de Sommer-Premiere Jenny Wolf en Pechstein op een deelnemersveld van acht dames. Pechstein noteerde op de 500m 40,80 en de drie kilometer in 4.09,95. Hiermee behaalde ze op haar 40e haar zevende allroundtitel. Ook een jaar later, in 2013, werd ze allroundkampioene; haar achtste titel.

## Doping
De tuchtcommissie van de internationale schaatsunie ISU maakte op 3 juli 2009 bekend Pechstein te hebben betrapt op bloeddoping naar aanleiding van een controle begin februari 2009 tijdens de wereldkampioenschappen allround in Hamar. Op de tweede dag van dit toernooi meldde Pechstein zich af. De straf, een schorsing van twee jaar -per 9 februari 2009-, vloeide voort uit een serie onderzoeken, waarbij sprake was van abnormale bloedwaarden en abnormale wijzigingen in de bloedwaarden. De dopingzaak wordt in hoger beroep beoordeeld door het sporttribunaal CAS in Lausanne.

### De bloedwaarden
De exacte bloedwaarden die bij de betrokken dopingtests in Hamar zijn gemeten, zijn samen met een beperkt aantal eerder gemeten bloedwaarden (4-2-2000 tot en met 18-2-2009) openbaar gemaakt, en daarna gepubliceerd door Bild (zie deze grafiek met meetwaarden en dit artikel). De originele Bild-grafiek, gebaseerd op de WADA-gegevens, toont dat er eerder meerdere overschrijdingen van de toegestane waarde zijn geweest, maar dat pas op het wereldkampioenschap in Hamar is overgegaan tot schorsing. Uit gegevens zoals vermeld op de website van Pechstein blijkt dat slechts een deel van de in deze 9 jaar uitgevoerde bloeddopingtesten (29 van de 114) gebruikt zijn voor deze grafiek. Grafiek 4 hieronder toont dat er meer bloedcontroles zijn geweest. Dat zijn dus vooral bloedcontroles (85 controles) waarvan de meetwaarden niet bekend zijn gemaakt en niet zijn opgenomen in de Bild-grafiek. Voor sporters waarbij schommelende of (te) hoge waarden van nature al voorkomen - iets waar Pechstein zich op beroept, zie hieronder - is het van belang dat óók in de zomer gemeten wordt, zodat een vergelijking mogelijk is met de winterperiode waarbij deze sporters ook voordeel zouden kunnen hebben van het eventuele dopinggebruik. De waarden die Pechstein mogelijkerwijs vrij zouden kunnen pleiten, óf juist het dopingbewijs tegen haar sterker zouden kunnen maken, worden niet gemeten en/of niet gevisualiseerd in de originele Bild-grafiek. Grafiek 1 en 2 hieronder tonen dezelfde gegevens als die in de originele Bild-grafiek staan, echter met een andere tijdas, waardoor de varabele tijdsduur tussen de metingen door in de juiste verhouding wordt weergegeven. Te zien is dat de bloedwaarden van Pechstein flink schommelen, zowel bij trainingen als bij wedstrijden.

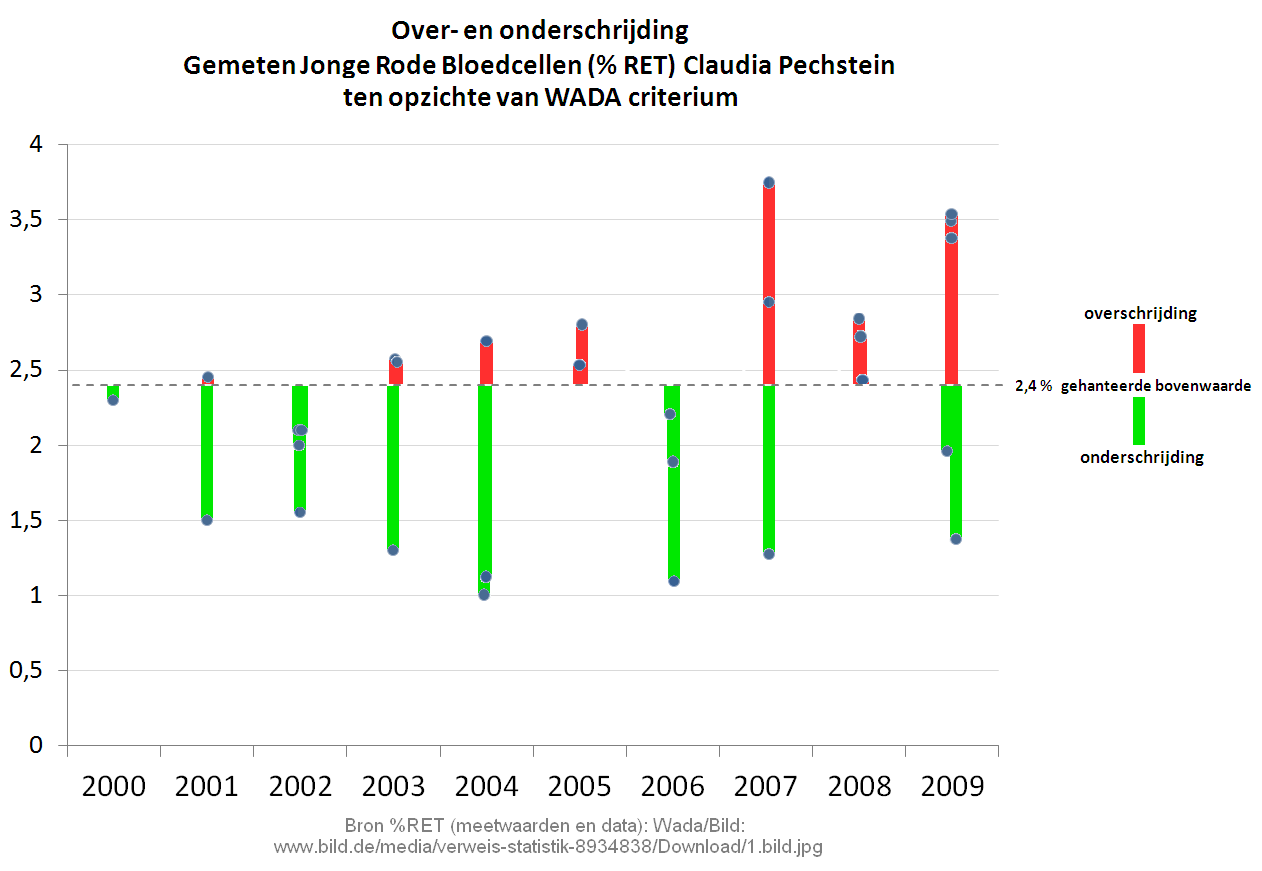
Grafiek 1: gerapporteerde %RET-waarden Pechstein 2000-2009 (neutrale versie van (en gebaseerd op data uit) deze visualisatie van Bild/het WADA)
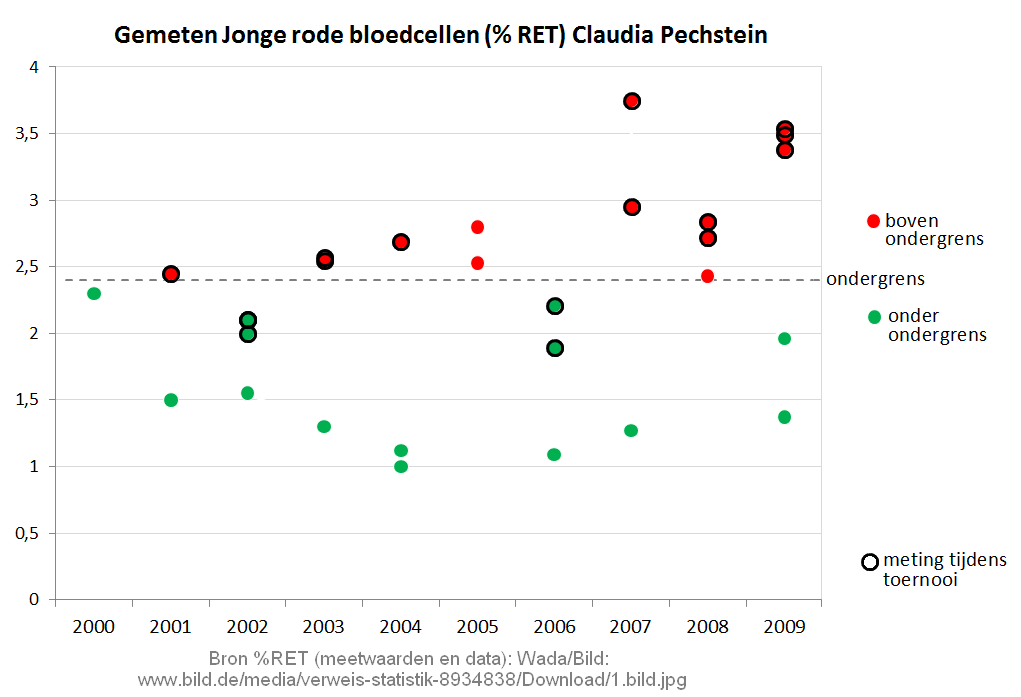
Grafiek 2: gerapporteerde %RET-waarden Pechstein tezamen met aanduiding toernooi of training (variatie op grafiek 1 en eveneens gebaseerd op data uit het origineel van Bild/het WADA)
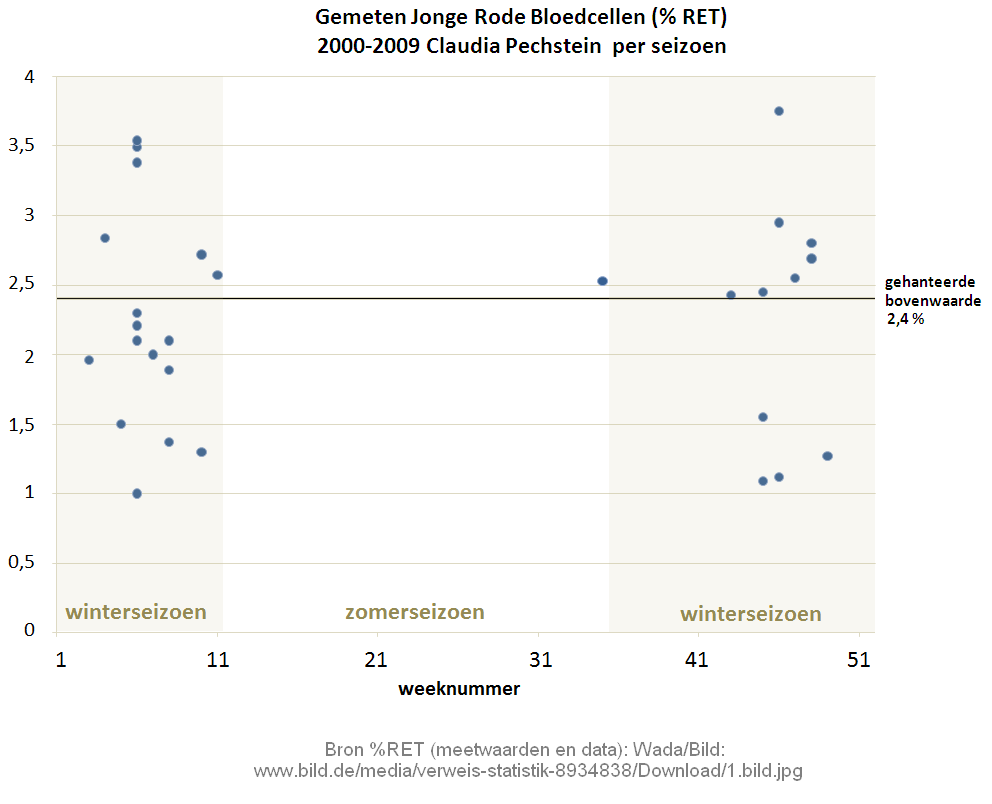
Grafiek 3: wanneer bloeddopingtests zijn afgenomen (zomer/winter), eveneens gebaseerd op data uit deze grafiek van Bild/het WADA
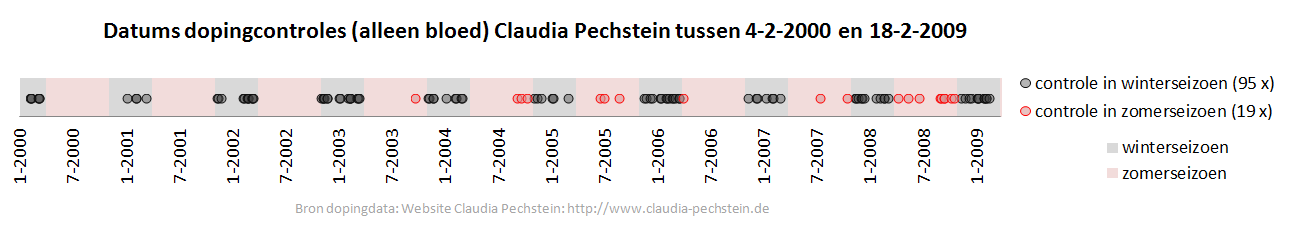
Grafiek 4: wanneer bloeddopingtests zijn afgenomen (2000-2009), gebaseerd op de website van Pechstein.

### Het vervolg
Pechstein eiste op 3 november 2009 het vertrek van het hoofd van de Medische Commissie van de ISU, Harm Kuipers, omdat naast Pechstein nog een schaatser verdacht werd van abnormale bloedwaarden, maar die persoon in tegenstelling tot Pechstein een medisch attest kreeg. Deze eis werd niet ingewilligd; Kuipers bleef in functie.
Het CAS bevestigde op 25 november het oordeel van de ISU waardoor de schorsing van Pechstein gehandhaafd bleef en ze de Olympische Spelen zou missen. Op 29 november kondigde Pechstein aan deze beslissing aan te vechten bij de Zwitserse burgerrechter. Die bepaalde dat de schorsing opgeheven moest worden en dat Pechstein mocht starten tijdens de wereldbekerwedstrijden in Salt Lake City. Pechstein startte op de 3000 meter via een wildcard en eindigde als 13e. Een plaats bij de beste acht was nodig om te voldoen aan de Duitse kwalificatie-eis voor de winterspelen.
Op 15 maart 2010 stelden artsen van de Duitse vakvereniging van hematologen en oncologen (DGHO) dat Claudia Pechstein een milde vorm van sferocytose heeft. Ze zou deze ziekte hebben geërfd van haar vader. Bij sferocytose worden volwassen rode bloedcellen vervroegd afgebroken door de milt, waardoor het beenmerg meer reticulocyten aanmaakt. Volgens de artsen was niet doping maar deze ziekte de reden dat Pechstein meermalen de toegestane waarde van 2,4% aan reticulocyten overschreed.
Op 1 oktober 2010 wees het Hoge Gerechtshof in Zwitserland het beroep van Pechstein tegen haar schorsing af. Haar advocaten kondigden daarop aan naar het Europese Hof voor de Rechten van de Mens in Straatsburg te stappen. In Die Welt beweerde Pechstein excuses te hebben gekregen van ISU-vice voorzitter Jan Dijkema, maar hij ontkende dit op zijn beurt in De Telegraaf. Op 6-12-2011 publiceerde het NRC Handelsblad, in een interview met chemometricus Klaas Faber ("Faillissement voor ISU?"), dat bij een uiteindelijke uitspraak in het voordeel van Pechstein, de ISU door een claim van Pechstein wellicht op een faillissement zou afstevenen. Eveneens werd betoogd dat de toegestane grenswaarde van 2,4% gebaseerd zou zijn op een zowel procedureel onjuiste als niet wetenschappelijk onderbouwde bandbreedte.

#### Doorbraak
Op 25 september 2013 diende het proces tegen de ISU en de Duitse schaatsbond DESG voor rehabilitatie, waarin Thomas Summerer een schadevergoeding eiste van 3,5 miljoen euro vanwege gederfde inkomsten en vierhonderdduizend euro vanwege aantasting van haar goede naam. Meer dan 100 collega-schaatsers ondertekenden een verklaring/petitie, waaronder Shani Davis, Ivan Skobrev en Jenny Wolf, maar ook speerwerpster Christina Obergföll en discuswerper Robert Harting. De rechter in München vroeg de DESG en ISU tot een financiële schikking te komen en schortte de zaak op tot 29 januari 2014. Daarnaast deed Pechstein op 14 oktober 2013 aangifte bij de dopinginstanties WADA, het Duitse dopingagentschap NADA en de Duitse schaatsbond DESG en de ISU vanwege afwijkende bloedwaarden. De ISU liet op 21 oktober 2013 op haar beurt weten te blijven bij het standpunt dat er in de periode 2009-2011 sprake moest zijn van afwijkende waarden door een verboden middel en niet door een erfelijke afwijking; een milde anomalie waaraan ook haar vader lijdt.
Bij de nationale kampioenschappen per afstand in Inzell uitte Detlef Beckert, de vader van haar concurrente Stephanie Beckert, verdachtmakingen omtrent vermeend dopinggebruik toen Pechstein goud won op de 5000 meter: Liever een eerlijke derde plaats, dan een oneerlijke eerste. Hierop besloot Pechstein aangifte te doen wegens smaad en laster. Op 16 januari 2014 uitte Anni Friesinger kritiek op de bondsvoorzitter Gerd Heinze voor het verval van het Duitse langebaanschaatsen, zoals het conflict Pechstein-Beckert in de ploegenachtervolging.
Op 15 januari 2015 werd bekend dat een Duitse burgerrechter in München zich ontvankelijk verklaarde en de zaak zou behandelen vanwege het sport gerelateerde karakter van het CAS. Tevens werd er aangevoerd dat de schorsing op basis van het bloedpaspoort onvoldoende was. Een reactie van de ISU volgde op 9 juli 2015 waarin zij stelde dat Pechsteins publieke stellingnames incorrect en misleidend waren. De rechtszaak werd hervat op 8 maart 2016 bij het gerechtshof in Karlsruhe. Op 7 juni 2016 oordeelde het Hooggerechtshof in Karlsruhe de zaak niet ontvankelijk, omdat de uitspraak van het CAS als bindend moest worden gezien: het CAS is immers het hoogste rechtsorgaan in de sport. Na de uitspraak liet Pechstein weten haar strijd te zullen voortzetten. Ze had daartoe nog de mogelijkheid bij het Constitutionele Hof in Zwitserland, waar zowel het CAS als de ISU zetel houden.

### Comeback
Op 14 januari 2011 liet Pechstein weten dat ze als doelstelling had om te starten in eigen land voor thuispubliek tijdens de WK Afstanden. Daarvoor moest ze als limiet 4.15 rijden op de 3 kilometer waardoor ze in Salt Lake City kon starten voor daadwerkelijke WK-kwalificatie. Met 4.10,05 voldeed ze ruim aan die eisen waarna ze op 18 februari mocht starten. Pechstein startte in de B-groep en reed naar een tijd van 6.51,62 wat de snelste tijd van die B-groep was en de derde tijd van de dag. Ze plaatste zich daarmee voor de WK Afstanden. Daar behaalde ze op de 5 kilometer een bronzen medaille.
Op 25 juli 2013 maakte het management van Pechstein bekend met een eigen team het Olympische seizoen in te gaan onder Mission Sochi 2014. Hierna deed Pechstein samen met Ralf Grengel een oproep om een Nederlandse atle(e)t(e) toe te voegen aan het Duitse schaatsteam, met onder meer Isabell Ost en Will Koschel onder leiding van Uwe Hüttenrauch, om samen met levende legende Claudia te werken richting Pyeongchang in 2018. Op 16 januari 2016 liet Pechstein weten opnieuw met Mueller te gaan samenwerken en met Team Pechstein - the internationals waar ze met buitenlandse schaatsers zal samenwerken richting 2018. Al eerder stond hij haar bij; tussen 2007 en 2009.
In aanloop naar haar zevende Olympische Winterspelen maakte RBB Fernsehen een documentaire over Pechstein.
Met haar deelname aan een achtste Olympische Winterspelen in 2022 evenaarde Pechstein het record van de Japanse schansspringer Noriaki Kasai. De op dat moment 49-jarige Duitse is de oudste vrouw die ooit deelnam aan Winterspelen. Namens Duitsland mocht Pechstein, één dag voor de 3 kilometer waarop ze als laatste zou eindigen, wel de vlag dragen tijdens de openingsceremonie. Bij de massastart wist Pechstein zich te plaatsen voor de finale, waar ze de negende plaats behaalde. In maart 2022 deed Pechstein op 50-jarige leeftijd mee aan het WK allround, waar ze op de 13e plaats eindigde. Pechstein is de oudste schaatsster die ooit deelnam aan het WK Allround, dit record bezat ze al sinds 2018, toen ze het record overnam van Nieuw-Zeelandse Ans Kremer.

### De laatste jaren
In 2023 wist Pechstein zich nog in de A-divisie te plaatsen voor de Wereldbeker 5 op de 3000 meter.
Pechstein kwalificeerde zich voor het WK afstanden 2023 op de 5.000 meter en massastart. Op de 5.000 meter eindigde Pechstein op 51-jarige leeftijd op de tiende plaats. Op de massastart werd ze in de halve finale negende van de twaalf deelnemers en plaatste zich niet voor de finale.
In het seizoen 2023-2024 deed Pechstein nog mee aan een aantal wereldbekerwedstrijden op de 3.000 en 5.000 meter in de B-groep.

## Politiek (2021-heden)
Pechstein stelde zich voor de Bondsdagverkiezingen op 26 september 2021 kandidaat namens de CDU verkiesbaar in het Berlijnse district Treptow-Köpenick, maar legde het af tegen Gregor Gysi van Die Linke. Pechstein kreeg 13,2 procent van de stemmen tegen Gysi op 33,5 procent.
Op 17 juni 2023 gaf Pechstein een speech tijdens het congres van de CDU in Berlijn waar ze aanstipte dat de partij zich meer moet inzetten voor families en veiligheid. Voor een volle zaal kreeg ze applaus. Sebastian Fiedler van de SPD en Petra Pau van Die Linke uitten kritiek om het feit dat Pechstein deze toespraak deed in politie-uniform. Hierop besloot de Duitse federale politie een onderzoek te starten.

## Records

### Persoonlijke records

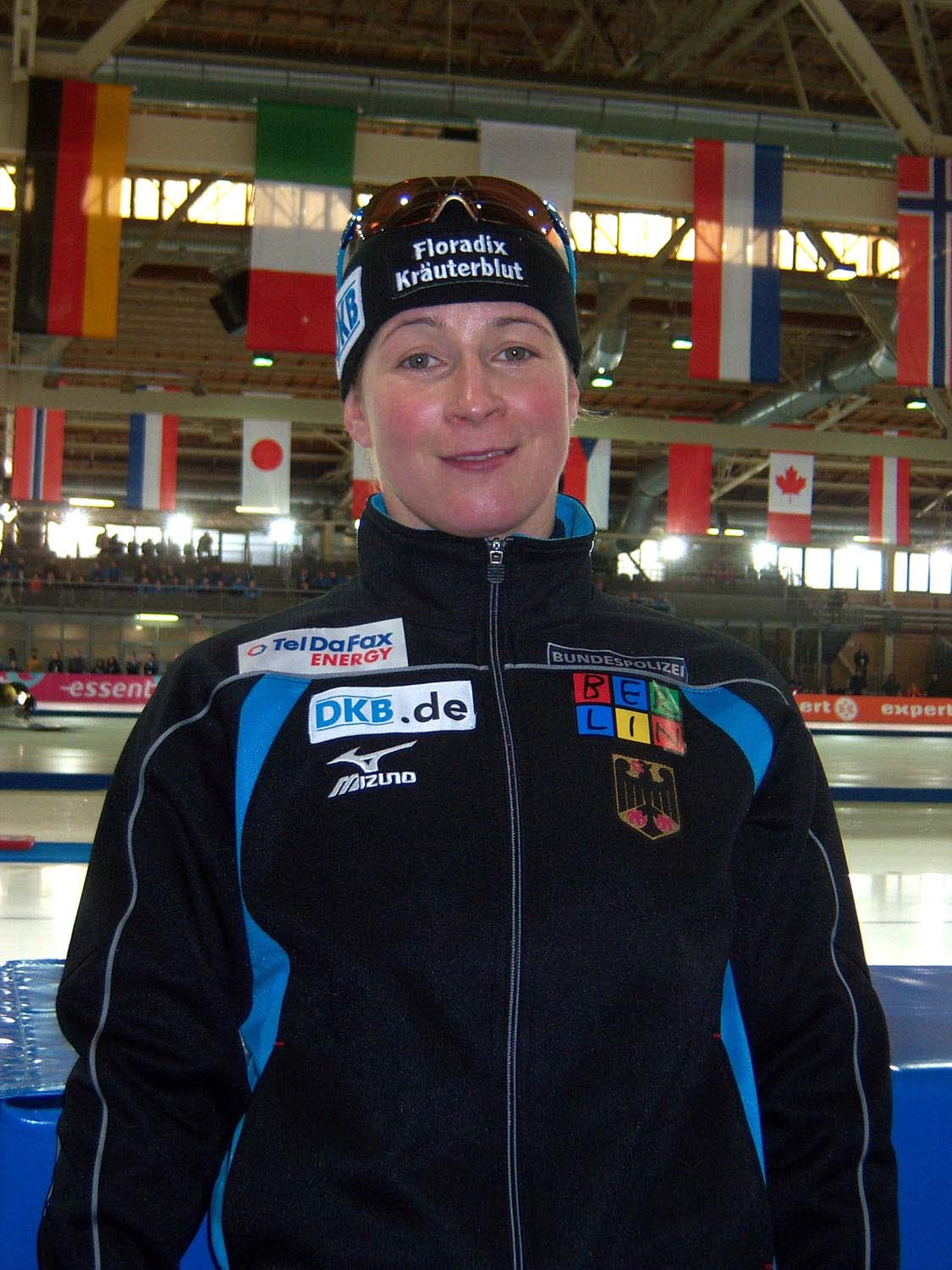
Claudia Pechstein in 2008

| Afstand    | Tijd    | Datum            | Baan           |
| ---------- | ------- | ---------------- | -------------- |
| 500 meter  | 38,99   | 18 maart 2006    | Calgary        |
| 1000 meter | 1.16,00 | 24 november 2007 | Calgary        |
| 1500 meter | 1.54,31 | 17 november 2007 | Calgary        |
| 3000 meter | 3.57,35 | 18 maart 2006    | Calgary        |
| 5000 meter | 6.46,91 | 23 februari 2002 | Salt Lake City |

### Wereldrecords
| Nr. | Afstand                | Tijd    | Datum            | Baan                |
| --- | ---------------------- | ------- | ---------------- | ------------------- |
| 1.  | 3000 meter             | 4.07,13 | 13 december 1997 | Hamar               |
| 2.  | 5000 meter             | 6.59,61 | 20 februari 1998 | Nagano (OS)         |
| 3.  | 3000 meter             | 3.59,27 | 2 maart 2001     | Calgary             |
| 4.  | 3000 meter             | 3.57,70 | 10 februari 2002 | Salt Lake City (OS) |
| 5.  | 5000 meter             | 6.46,91 | 23 februari 2002 | Salt Lake City (OS) |
| 6.  | Ploegenachtervolging * | 2.56,04 | 13 november 2005 | Calgary             |

- = * samen met Daniela Anschütz & Anni Friesinger

### Baanrecords
| Afstand    | Tijd    | Datum            | Baan      |
| ---------- | ------- | ---------------- | --------- |
| 5000 meter | 6.49,92 | 22 november 2008 | Moskou    |
| 3000 meter | 4.13,46 | 13 maart 2004    | Seoul     |
| 5000 meter | 7.07,77 | 21 november 2014 | Seoul     |
| 5000 meter | 7.21,68 | 10 februari 2001 | Boedapest |
| 1500 meter | 2.04,64 | 10 januari 1998  | Oulunkylä |
| 5000 meter | 7.37,84 | 10 januari 1998  | Oulunkylä |

### Adelskalender
Pechstein heeft twee korte periodes aan de top van de Adelskalender gestaan: eerst van 13 maart tot 14 maart 1998 (1 dag) en een tweede keer van 2 maart tot 9 maart 2001 (7 dagen). Zij was op 4 maart 2001 de eerste schaatsster, die de grens van 160,000 punten doorbrak. In totaal heeft Pechstein 8 dagen aan de top van de Adelskalender gestaan.
Hieronder staan de persoonlijke records (PR's) waarmee Pechstein aan de top van de Adelskalender kwam en de PR's die zij had staan toen zij van de eerste plek verdreven werd. Tevens zijn de gegevens weergegeven van de schaatssters die voor en na haar aan de top van de lijst stonden.
| Datum      | 500 m | 1500 m  | 3000 m  | 5000 m  | Punten  | Voorganger / Opvolger |
| ---------- | ----- | ------- | ------- | ------- | ------- | --------------------- |
| 20-02-1998 | 40,60 | 1.58,23 | 4.07,29 | 6.59,65 | 163,190 | Gunda Niemann         |
| 13-03-1998 | 40,12 | 1.59,46 | 4.07,13 | 6.59,61 | 163,089 |                       |
| 14-03-1998 | 40,57 | 1.58,23 | 4.05,08 | 6.59,65 | 162,791 | Gunda Niemann         |
| 24-02-2001 | 40,34 | 1.55,84 | 4.00,26 | 6.55,34 | 160,530 | Gunda Niemann         |
| 02-03-2001 | 39,88 | 1.56,28 | 3.59,26 | 6.59,61 | 160,477 |                       |
| 04-03-2001 | 39,88 | 1.54,83 | 3.59,26 | 6.59,61 | 159,993 |                       |
| 09-03-2001 | 38,86 | 1.54,38 | 4.01,98 | 7.03,34 | 159,650 | Anni Friesinger       |

## Resultaten
| Jaar | DK Afstanden                       | DK Allround | EK Allround              | WK Allround             | WK Afstanden                                         | Olympische Spelen                                                | Wereldbeker                                            | WK Junioren    |
| ---- | ---------------------------------- | ----------- | ------------------------ | ----------------------- | ---------------------------------------------------- | ---------------------------------------------------------------- | ------------------------------------------------------ | -------------- |
| 1988 |                                    |             |                          |                         |                                                      |                                                                  |                                                        | · (, , 5e, 5e) |
| 1989 |                                    |             |                          |                         |                                                      |                                                                  | 4e · (, , 10e, )                                       |                |
| 1990 |                                    |             |                          |                         |                                                      | 4e · (7e, 9e, 7e, )                                              |                                                        |                |
| 1991 |                                    |             |                          |                         |                                                      |                                                                  |                                                        |                |
| 1992 |                                    |             | 14e (17e, 7e, 20e, 7e)   | 6e (21e, 6e, 11e, 5e)   | 5000m                                                | 26e 1500m 7e 3/5 km                                              |                                                        |                |
| 1993 |                                    | Zilver      | NC17 (12e, 12e, 16e, NQ) | 9e (19e, 8e, 18e, 8e)   |                                                      | 11e 1500m 7e 3/5 km                                              |                                                        |                |
| 1994 |                                    |             |                          |                         | 3000m · 5000m                                        | 16e 3/5 km                                                       |                                                        |                |
| 1995 |                                    | Zilver      | 4e (9e, 6e, 6e, 4e)      | 7e (14e, 9e, 9e, 7e)    |                                                      | 8e 1500m 11e 3/5 km                                              |                                                        |                |
| 1996 |                                    | Goud        | · (4e, , 4e, )           | · (2e, , 7e, )          | 1500m · 3000m · 5000m                                | 4e 1500m · 3/5 km                                                |                                                        |                |
| 1997 |                                    | Zilver      | 4e (6e, 5e, 6e, 5e)      | · (9e, , )              | 8e 1500m · 4e 3000m · 5000m                          | 4e 1500m 4e 3/5 km                                               |                                                        |                |
| 1998 |                                    |             | · (, )                   | · (8e, , )              | 1500m · 3000m · 5000m                                | 7e 1500m · 3000m · 5000m                                         | 1500m · 3/5 km                                         |                |
| 1999 |                                    | ns3         | · (5e, , )               | · (8e, , 4e, )          | 4e 1500m · 3000m* · 5000m                            |                                                                  | 1500m · 3/5 km                                         |                |
| 2000 |                                    | Goud        | 4e · (8e, 4e, 5e, )      | · (4e, , )              | 1500m · 3000m · 5000m                                | 1500m · 3/5 km                                                   |                                                        |                |
| 2001 | 5e 1500m · 3000m                   | Zilver      | · (, )                   | · (7e, , )              | 3000m · 5000m                                        | 1500m · 3/5 km                                                   |                                                        |                |
| 2002 | 8/ns 500m · 1500m · 3000m          | Goud        | · (, )                   | · (6e, , 4e, )          |                                                      | 6e 1500m · 3000m · 5000m                                         | 1500m · 3/5 km                                         |                |
| 2003 | 1500m · 3000m                      | ns3         | · (4e, , )               | · (5e, , )              | 3000m · 5000m                                        |                                                                  | 1500m · 3/5 km                                         |                |
| 2004 | 3000m                              | Goud        | · (, , 4e, )             | · (5e, , , 5e)          | 3000m · 5000m                                        | 5e 1500m · 3/5 km                                                |                                                        |                |
| 2005 | 4e 1000m · 3000m                   |             | · (5e, 6e, 5e, )         | · (8e, , 5e, )          | 3000m · 5000m                                        | 3/5 km                                                           |                                                        |                |
| 2006 | 1000m · 1500m                      | Goud        | · (, )                   | · (4e, , 4e, )          |                                                      | NS 1500m · 5000m · achtervolging                                 | 7e 1500m · 3/5 km                                      |                |
| 2007 |                                    | Zilver      | 5e · (4e, 6e, 7e, )      | 4e · (10e, 6e, 8e, )    | 4e 3000m · 5000m · achtervolging                     |                                                                  | 13e 1500m · 3/5 km                                     |                |
| 2008 |                                    |             | 4e (5e, 4e, 4e, 4e)      | 7e (9e, 9e, 9e, 6e)     | 5e 3000m · 4e 5000m · achtervolging                  | 7e 1500m · 3/5 km                                                |                                                        |                |
| 2009 | 1000m · 3000m                      | Goud        | · (, )                   | NS3 (5e, 4e, -, -)      |                                                      | 10e 1500m 6e 3/5 km                                              |                                                        |                |
| 2010 |                                    |             |                          |                         |                                                      |                                                                  | **3/5 km                                               |                |
| 2011 |                                    |             |                          |                         | 8e 3000m · 5000m · achtervolging                     |                                                                  | 15e 3/5 km                                             |                |
| 2012 | 1000m · 1500m · 3000m · 5000m      |             | · (5e, , 1e0, )          | 6e (15e, 4e, 9e, 5e)    | 4e 3000m · 5000m · 5e achtervolging                  | 38e 1000m · 11e 1500m · 3/5 km · massastart · 4e Grand World Cup |                                                        |                |
| 2013 | 1500m · 3000m                      | Goud        | 7e (8e, 9e, 6e, 7e)      | NS3 (15e, 13e,-,-)      | 3000m · 5000m · 4e achtervolging                     | 14e 1500m · 3/5 km · 5e massastart · 4e Grand World Cup          |                                                        |                |
| 2014 | 1500m · 3000m · 5000m              | Goud        | 7e (14e, 5e, 15e, 4e)    |                         |                                                      | 19e 1500m 4e 3000m 5e 5000m                                      | 12e 1500m · 3/5 km · 6e massastart · 10e achtervolging |                |
| 2015 | 1500m · 3000m · 5000m              | Goud        |                          | NC10 (17e, 5e, 8e, -)   | 5e 3000m · 5000m · 7e achtervolging · 18e massastart |                                                                  | 41e 1500m · 3k/5k · 7e massastart                      |                |
| 2016 | 3000m · 5000m                      | Goud        |                          | NC13 (20e, 7e, 13e, -)  | 4e 3000m 4e 5000m 4e achtervolging 15e massastart    | 37e 1500m 7e 3k/5k 19e massastart                                |                                                        |                |
| 2017 | 5e 1500m · 3000m · 5000m           |             | 6e (9e, 7e, 9e, 6e)      |                         | 5000m · 11e massastart · 4e achtervolging            | 5e 3k/5k 8e massastart                                           |                                                        |                |
| 2018 | 1500m · 3000m · 5000m              |             |                          | NC13 (18e, 11e, 11e, -) |                                                      | 9e 3000m 8e 5000m 13e massastart 6e achtervolging                | 5e 3k/5k                                               |                |
| 2019 | 3000m · 5000m                      |             |                          | DQ1 (DQ, 11e, -, -)     | 7e 5000m 12e massastart                              |                                                                  | 53e 1500m 9e 3k/5k 7e massastart                       |                |
| 2020 | 3000m · 5000m                      |             |                          | NC19 (24e, 17e, 17e, -) | 11e 3000m 8e 5000m 9e massastart                     | 11e 3k/5k 7e massastart                                          |                                                        |                |
| 2021 |                                    |             |                          |                         | 10e 5000m 9e massastart 8e achtervolging             | 6e 3k/5k 12e massastart                                          |                                                        |                |
| 2022 | 3000 m · 5000 m · 5e massastart    |             |                          | NC13 (15e, 14e, 15e, -) |                                                      | 20e 3000m 9e massastart                                          | 20e 3k/5k 14e massastart                               |                |
| 2023 | 3000 m · 5000 m · massastart       |             |                          |                         | 10e 5000m HF 9e massastart                           |                                                                  | 19e 3k/5k 16e massastart                               |                |
| 2024 | 5e 3000m · 5000 m · 12e massastart |             |                          |                         |                                                      |                                                                  | 38e 3k/5k                                              |                |

NS# = niet gestart op de # afstand
* 1999: 3000m = gedeelde tweede plaats met Tonny de Jong
** 2010: wel punten gehaald, maar niet opgenomen in de einduitslag

### Medaillespiegel
| Kampioenschap     | Goud · | Zilver · | Brons · |
| ----------------- | ------ | -------- | ------- |
| DK Afstanden      | 27     | 11       | 2       |
| DK Allround       | 10     | 5        | 0       |
| EK Allround       | 3      | 6        | 2       |
| Olympische Spelen | 5      | 2        | 2       |
| WK Afstanden      | 5      | 13       | 12      |
| WK Allround       | 1      | 8        | 2       |
| WK Junioren       | 0      | 1        | 0       |

## Foto's

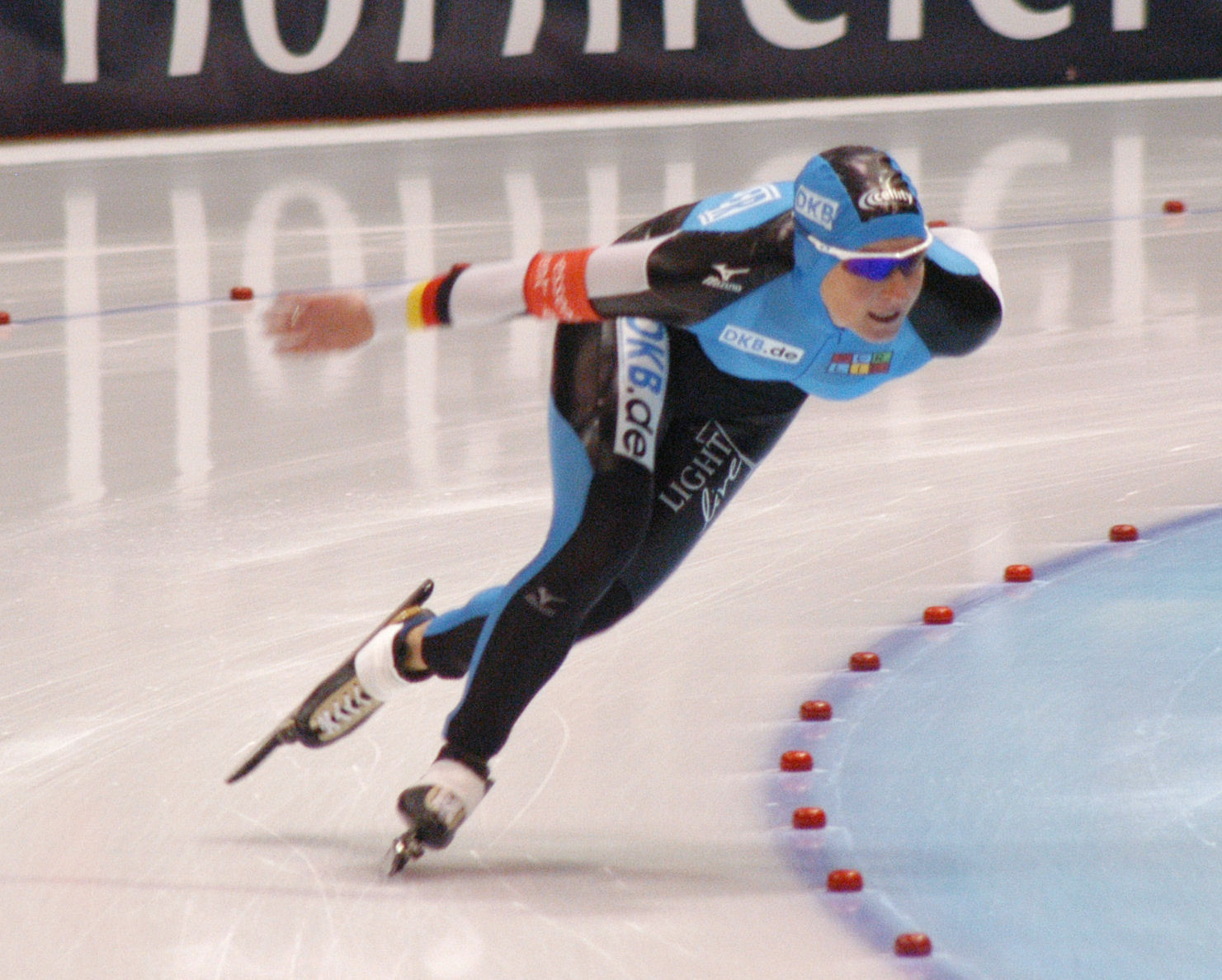
Pechstein tijdens wereldbekerwedstrijd
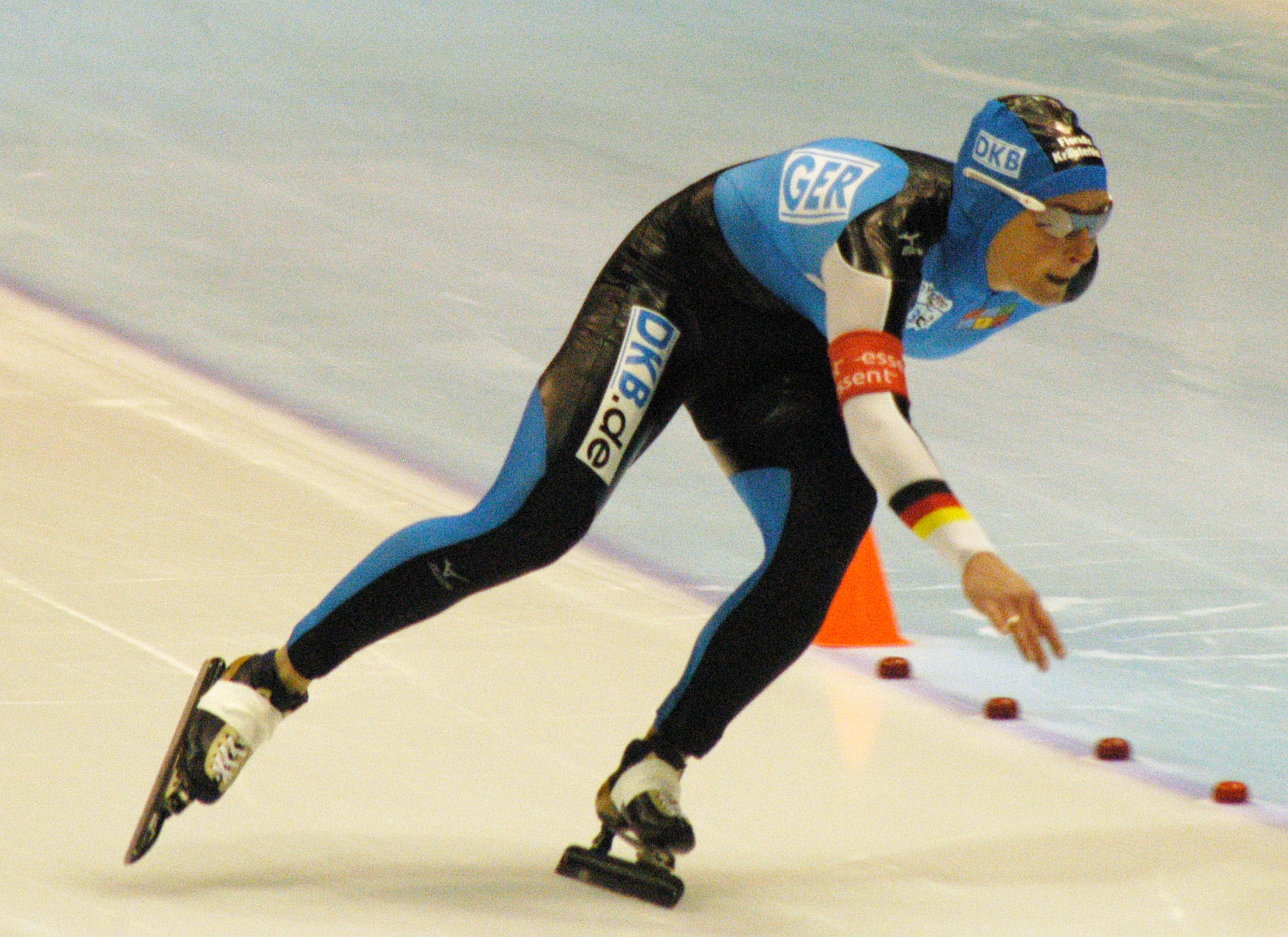
Pechstein tijdens de Wereldbeker schaatsen 2007/08
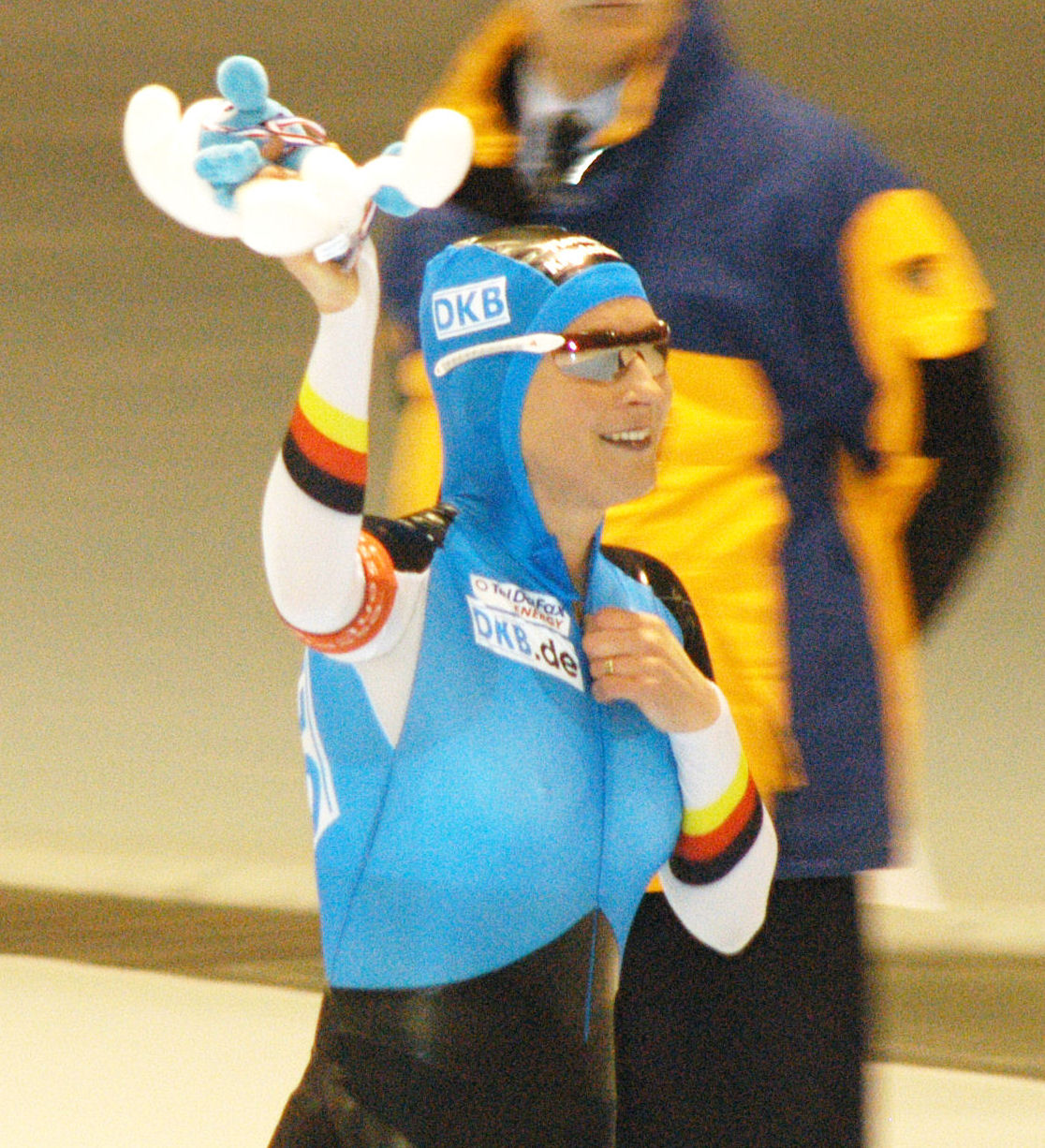
Pechstein tijdens de Wereldbeker schaatsen 2007/08
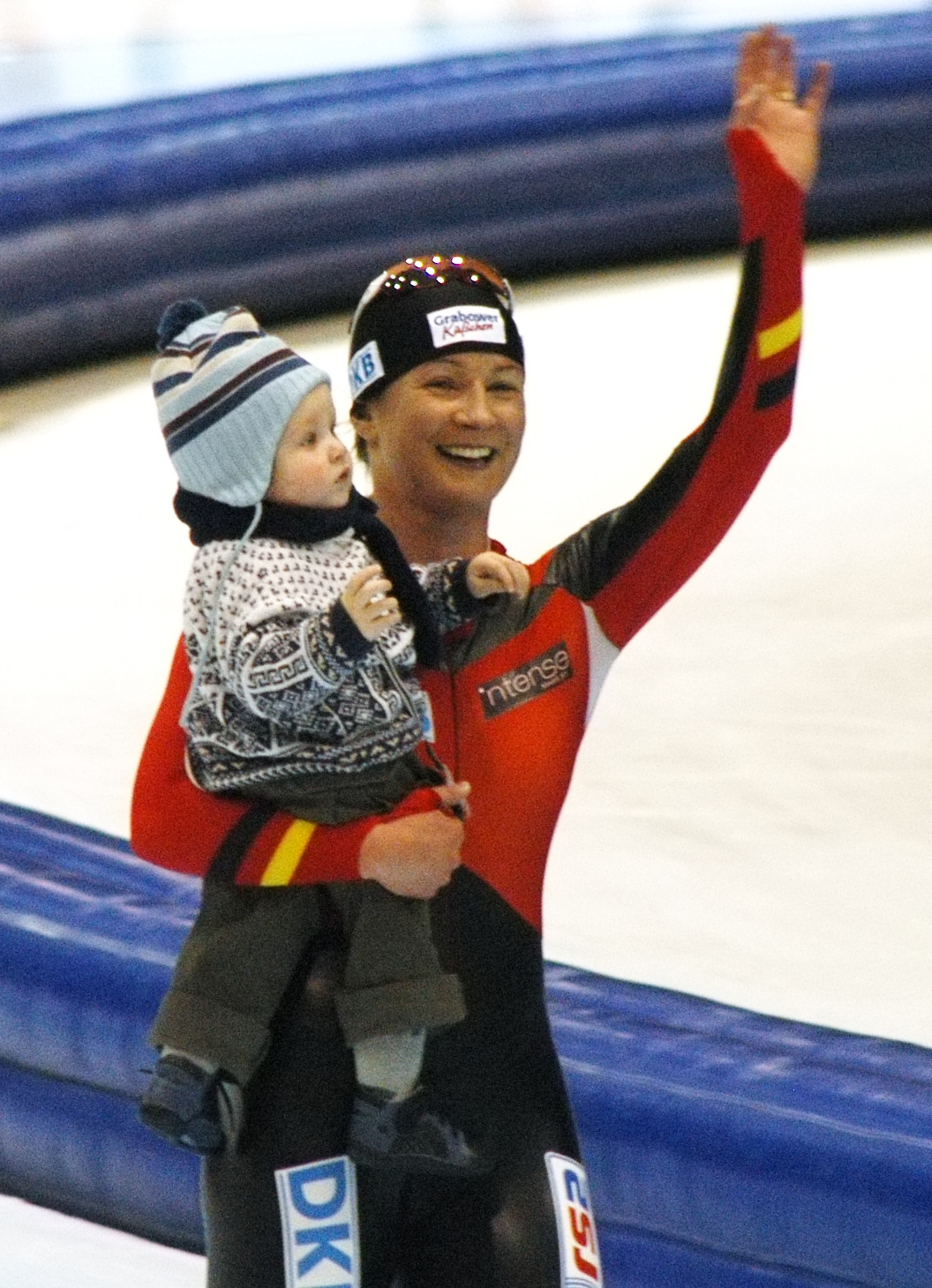
Pechstein Europees kampioene allround op 11 januari 2009